# Johann Friedrich Helbig
Johann Friedrich Helbig (* 19. April 1680 wahrscheinlich in Neustadt in Sachsen; † 18. April 1722 wohl in Eisenach) war ein deutscher geistlicher Dichter, Sänger und Kapellmeister.

## Leben
In Johann Matthesons Ehrenpforte wird Helbig als Tenor des von Melchior Hoffmann geleiteten Leipziger Collegium Musicum erwähnt, eine Immatrikulation an der Universität Leipzig ist jedoch nicht nachzuweisen. Georg Philipp Telemann holte Helbig, den er möglicherweise aus diesem Leipziger Zusammenhang kannte, 1709 als Tenoristen an die Hofkapelle von Sachsen-Eisenach. Schon wenig später richtete Helbig ein Gesuch an Herzog Johann Wilhelm um die Verleihung des Prädikats „Sekretär“, das ihm im November 1709 bewilligt wurde. Ob mit diesem Titel eine Funktion in der Verwaltung des Hofes verbunden war, ist nicht bekannt. Helbig wurde nach Telemanns Weggang von dort 1712 dessen Nachfolger als Kapellmeister. Möglicherweise wurde er in dieser Funktion sogar auch selbst als Komponist tätig, doch sind von ihm keinerlei Kompositionen überliefert. 1718 wurde er zum „würcklichen Regierungs Secretario“ ernannt. Gleichzeitig wurde ihm eine jährliche Gehaltszulage zugesichert, wofür er „die Poesie zu denen Jahrgängen und allen anderen extraordinairen Kirchen-Stücken nicht weniger zu denen bei Unserer Hofstatt vorfallenden Solennitaeten ohne ferneres entgelt zu componiren verbunden seyn solle“.
In dieser Funktion verfasste er die Texte für einen kompletten Jahrgang von Kirchenkantaten, der 1720 unter dem Titel Aufmunterung zur Andacht im Druck erschien. Telemann verwendete Helbigs Texte als Grundlage seines „sicilianischen“ Kantatenjahrgangs, der 1719/20 in Eisenach zur Aufführung kam. Insgesamt vertonte er 168 Kantatentexte Helbigs. Auch Johann Sebastian Bach vertonte einen Kantatentext von ihm in der Kantate Wer sich selbst erhöhet, der soll erniedriget werden BWV 47.
Johann Friedrich Helbig heiratete vermutlich 1710 Charlotte Benigna Noßwitz, die Tochter eines Leipziger Notars. Sie starb bereits 1712. 1718 heiratete er die Kammerjungfer Anna Elisabetha Schulrabe. 1724 erhielt seine Witwe vom Herzog einen ansehnlichen Betrag in Anerkennung der kirchenmusikalischen Leistungen Helbigs zugesprochen. Helbigs Tochter aus erster Ehe Henrietta Juliana Eleonora (* 1711) heiratete 1734 den Pastor Johann Heinrich Silber. Aus zweiter Ehe hatte er mindestens drei weitere Kinder, die in jungem Alter starben.

## Werke
Helbigs Kantatentextsammlung ist in zwei verschiedenen Ausgaben überliefert, die sich im Titel unterscheiden, ansonsten aber inhaltlich identisch sind:
- Auffmunterung zur Andacht, Oder: Musicalische Texte, über Die gewöhnlichen Sonn= und Fest=Tags Evangelien durchs gantze Jahr, GOtt zu Ehren auffgeführet Von Der Hoch=Fürstl. Capelle zu Eisenach. Boetius, Eisenach 1720, OCLC 611745192 (Digitalisat).
- Poetische Auffmunterung zur Sonn- und Fest-Täglichen Andacht durchs gantze Jahr. Boetius, Eisenach 1720, urn:nbn:de:urmel-64bfaaab-4deb-45cf-bd48-ff91bdf817cb2.